# Saison 1926-1927 des Americans de New York
Autres saisons
Saison précédente Saison suivante
La saison 1926-1927 de hockey sur glace est la deuxième saison de la Ligue nationale de hockey à laquelle participe les Americans de New York. L'équipe se renforce avec l'arrivée d'Édouard « Newsy » Lalonde en tant qu'entraîneur et celle de Mervyn « Red » Dutton en tant que défenseur. Après une cinquième place obtenue la saison précédente, l'équipe termine à la quatrième place et ne se qualifie pas pour les séries éliminatoires.

## Classement
| Clt   | Équipe                            | PJ | V  | D  | N | BP | BC | Pts |
| ----- | --------------------------------- | -- | -- | -- | - | -- | -- | --- |
| +001, | Sénateurs d'Ottawa                | 44 | 30 | 10 | 4 | 86 | 69 | 64  |
| +002, | Canadiens de Montréal             | 44 | 28 | 14 | 2 | 99 | 67 | 58  |
| +003, | Maroons de Montréal               | 44 | 20 | 20 | 4 | 71 | 68 | 44  |
| +004, | Americans de New York             | 44 | 17 | 25 | 2 | 82 | 91 | 36  |
| +005, | St. Pats / Maple Leafs de Toronto | 44 | 15 | 24 | 5 | 79 | 94 | 35  |

- Vainqueur du Trophée Prince de Galles
- Qualifié pour les demi-finales des séries éliminatoires
- Qualifié pour les quarts de finale des séries éliminatoires

## Joueurs de l'équipe
| Joueur           | PJ | B  | A | Pts | Pun |
| ---------------- | -- | -- | - | --- | --- |
| Billy Burch      | 43 | 19 | 8 | 27  | 40  |
| Lionel Conacher  | 30 | 8  | 9 | 17  | 81  |
| Red Green        | 43 | 10 | 4 | 14  | 53  |
| Leo Reise        | 40 | 7  | 6 | 13  | 24  |
| Mickey Roach     | 44 | 11 | 0 | 11  | 14  |
| Normie Himes     | 42 | 9  | 2 | 11  | 14  |
| Laurie Scott     | 39 | 6  | 2 | 8   | 22  |
| Joe Simpson      | 43 | 4  | 2 | 6   | 39  |
| Edmond Bouchard  | 38 | 2  | 1 | 3   | 12  |
| Shorty Green     | 21 | 2  | 1 | 3   | 17  |
| Alex McKinnon    | 42 | 2  | 1 | 3   | 29  |
| Charlie Langlois | 9  | 2  | 0 | 2   | 8   |
| Bob Connors      | 6  | 1  | 0 | 1   | 0   |
| Clarence Boucher | 11 | 0  | 1 | 1   | 4   |
| Jake Forbes      | 44 | 0  | 0 | 0   | 0   |
| Bill Holmes      | 1  | 0  | 0 | 0   | 0   |
| Édouard Lalonde  | 1  | 0  | 0 | 0   | 2   |
| Ken Randall      | 3  | 0  | 0 | 0   | 0   |

| Joueur      | Min  | PJ | V  | D  | N | BC | % Arr | Bl |
| ----------- | ---- | -- | -- | -- | - | -- | ----- | -- |
| Jake Forbes | 2715 | 44 | 17 | 25 | 2 | 91 | 2,01  | 8  |

## Saison régulière
| no | Date         | Visiteur               | Score | Équipe domicile        | Fiche   |
| -- | ------------ | ---------------------- | ----- | ---------------------- | ------- |
| 1  | 16 novembre  | Americans de New York  | 1 - 0 | Pirates de Pittsburgh  | 1-0-0   |
| 2  | 18 novembre  | Maroons de Montréal    | 2 - 0 | Americans de New York  | 1-1-0   |
| 3  | 20 novembre  | Americans de New York  | 1 - 2 | Sénateurs d'Ottawa     | 1-2-0   |
| 4  | 23 novembre  | Americans de New York  | 0 - 2 | Canadiens de Montréal  | 1-3-0   |
| 5  | 25 novembre  | Americans de New York  | 4 - 1 | Maroons de Montréal    | 2-3-0   |
| 6  | 27 novembre  | Americans de New York  | 2 - 4 | Cougars de Détroit     | 2-4-0   |
| 7  | 1er décembre | Blackhawks de Chicago  | 2 - 2 | Americans de New York  | 2-4-1   |
| 8  | 4 décembre   | Americans de New York  | 1 - 0 | Maple Leafs de Toronto | 3-4-1   |
| 9  | 11 décembre  | Americans de New York  | 4 - 2 | Cougars de Détroit     | 4-4-1   |
| 10 | 14 décembre  | Sénateurs d'Ottawa     | 2 - 0 | Americans de New York  | 4-5-1   |
| 11 | 18 décembre  | Americans de New York  | 2 - 4 | Blackhawks de Chicago  | 4-6-1   |
| 12 | 20 décembre  | Maple Leafs de Toronto | 0 - 2 | Americans de New York  | 5-6-1   |
| 13 | 23 décembre  | Pirates de Pittsburgh  | 0 - 2 | Americans de New York  | 6-6-1   |
| 14 | 26 décembre  | Americans de New York  | 3 - 2 | Rangers de New York    | 7-6-1   |
| 15 | 28 décembre  | Americans de New York  | 1 - 2 | Bruins de Boston       | 7-7-1   |
| 16 | 2 janvier    | Bruins de Boston       | 0 - 3 | Americans de New York  | 8-7-1   |
| 17 | 4 janvier    | Canadiens de Montréal  | 3 - 6 | Americans de New York  | 9-7-1   |
| 18 | 6 janvier    | Americans de New York  | 4 - 3 | Maroons de Montréal    | 10-7-1  |
| 19 | 8 janvier    | Americans de New York  | 1 - 3 | Maple Leafs de Toronto | 10-8-1  |
| 20 | 11 janvier   | Cougars de Détroit     | 2 - 1 | Americans de New York  | 10-9-1  |
| 21 | 13 janvier   | Americans de New York  | 1 - 3 | Canadiens de Montréal  | 10-10-1 |
| 22 | 15 janvier   | Americans de New York  | 2 - 1 | Pirates de Pittsburgh  | 11-10-1 |
| 23 | 18 janvier   | Maroons de Montréal    | 2 - 1 | Americans de New York  | 11-11-1 |
| 24 | 23 janvier   | Americans de New York  | 2 - 2 | Rangers de New York    | 11-12-1 |
| 25 | 25 janvier   | Sénateurs d'Ottawa     | 1 - 6 | Americans de New York  | 12-12-1 |
| 26 | 30 janvier   | Canadiens de Montréal  | 2 - 1 | Americans de New York  | 12-13-1 |
| 27 | 1er février  | Americans de New York  | 4 - 2 | Sénateurs d'Ottawa     | 13-13-1 |
| 28 | 3 février    | Maple Leafs de Toronto | 0 - 0 | Americans de New York  | 13-13-2 |
| 29 | 8 février    | Pirates de Pittsburgh  | 0 - 5 | Americans de New York  | 14-13-2 |
| 30 | 13 février   | Blackhawks de Chicago  | 1 - 2 | Americans de New York  | 15-13-2 |
| 31 | 16 février   | Maroons de Montréal    | 2 - 1 | Americans de New York  | 15-14-2 |
| 32 | 18 février   | Americans de New York  | 1 - 4 | Maple Leafs de Toronto | 15-15-2 |
| 33 | 19 février   | Americans de New York  | 0 - 3 | Canadiens de Montréal  | 15-16-2 |
| 34 | 23 février   | Americans de New York  | 1 - 3 | Blackhawks de Chicago  | 15-17-2 |
| 35 | 26 février   | Sénateurs d'Ottawa     | 2 - 3 | Americans de New York  | 16-17-2 |
| 36 | 27 février   | Rangers de New York    | 4 - 1 | Americans de New York  | 16-18-2 |
| 37 | 1er mars     | Bruins de Boston       | 0 - 3 | Americans de New York  | 17-18-2 |
| 38 | 5 mars       | Americans de New York  | 0 - 5 | Bruins de Boston       | 17-19-2 |
| 39 | 12 mars      | Americans de New York  | 3 - 4 | Sénateurs d'Ottawa     | 17-20-2 |
| 40 | 15 mars      | Cougars de Détroit     | 1 - 0 | Americans de New York  | 17-21-2 |
| 41 | 17 mars      | Americans de New York  | 1 - 2 | Maroons de Montréal    | 17-22-2 |
| 42 | 20 mars      | Americans de New York  | 1 - 2 | Rangers de New York    | 17-23-2 |
| 43 | 21 mars      | Maple Leafs de Toronto | 4 - 1 | Americans de New York  | 17-24-2 |
| 44 | 24 mars      | Canadiens de Montréal  | 6 - 3 | Americans de New York  | 12-25-4 |